# SN 2006er
SN 2006er – supernowa typu Ia odkryta 26 sierpnia 2006 roku w galaktyce A002137-0100. W momencie odkrycia miała maksymalną jasność 19,50m.